# Друга Јадранска лига у кошарци 2024/25.
Друга Јадранска лига у кошарци 2024/25, или АБА 2 лига 2024/25. (енгл. 2024—25 ABA 2 League), осма је сезона регионалне кошаркашке лиге која окупља клубове из држава некадашње СФР Југославије. Такмичењем управља организација АБА лига ј.т.д. Због спонзорског уговора са Новом љубљанском банком пун назив лиге ове сезоне гласи НЛБ АБА 2 лига (енгл. NLB ABA 2 League). Виши ранг је Јадранска лига у кошарци.
Вршац Меридијанбет је 25. септембра 2024, дан након почетка сезоне, саопштио да напушта такмичење. Његово место заузео је Џокер из Сомбора. Овај клуб је прву фазу такмичења завршио на челној позицији групе Ц, чиме је обезбедио пласман међу осам најбољих. Међутим, 10. јануара 2025, неколико дана пред почетак друге фазе такмичења, и клуб из Сомбора је иступио из лиге, а своју одлуку је образложио ванредним околностима. Према пропозицијама такмичења, све утакмице које је Џокер одиграо у групи Ц регистроване су службеним резултатом 20 : 0 у корист противничких клубова. Тиме је одређен нови редослед на табели ове групе, по коме су пласман у другу фазу такмичења обезбедили Подгорица Бемакс и Широки ТТ кабели.

## Учесници у сезони 2024/25.
| Клуб                     | Место         |
| ------------------------ | ------------- |
| Борац                    | Бања Лука     |
| Босна Визит Сарајево     | Сарајево      |
| Војводина МТС            | Нови Сад      |
| Златибор Моцарт          | Чајетина      |
| Илирија                  | Љубљана       |
| Кансаи Хелиос            | Домжале       |
| МЗТ Скопље Аеродром      | Скопље        |
| Пелистер                 | Битољ         |
| Подгорица Бемакс         | Подгорица     |
| Рабонички                | Скопље        |
| Сутјеска Електропривреда | Никшић        |
| Теодо                    | Тиват         |
| Цедевита Јуниор          | Загреб        |
| Џокер                    | Сомбор        |
| Шибенка                  | Шибеник       |
| Широки ТТ кабели         | Широки Бријег |

## Жреб
| Шешир 1             | Шешир 2                  | Шешир 3              | Шешир 4            |
| ------------------- | ------------------------ | -------------------- | ------------------ |
| МЗТ Скопље Аеродром | Борац                    | Босна Визит Сарајево | Рабонички          |
| Подгорица Бемакс    | Кансаи Хелиос            | Цедевита Јуниор      | Шибенка            |
| Војводина МТС       | Широки ТТ кабели         | Илирија              | Вршац Меридијанбет |
| Златибор Моцарт     | Сутјеска Електропривреда | Пелистер             | Теодо              |

## Прва групна фаза

### Резултати по колима
| 1. коло                  |       |
| А и Б, 24—26. сеп. 2024. |       |
| МЗТ Скопље — Теодо       | 68:50 |
| Цедевита Јуниор — Хелиос | 79:87 |
| Војводина — Босна        | 77:68 |
| Работнички — Сутјеска    | 58:71 |
| Ц и Д, 1—2. окт. 2024.   |       |
| Пелистер — Широки        | 74:72 |
| Илирија — Борац БЛ       | 62:70 |
| Шибенка — Златибор       | 68:73 |
| Подгорица — Џокер        | 20:0  |

| 2. коло                      |       |
| А и Б, 8—10. окт. 2024.      |       |
| Војводина — Работнички       | 93:62 |
| Босна — Сутјеска             | 78:74 |
| Хелиос — Теодо               | 69:62 |
| Цедевита Јуниор — МЗТ Скопље | 77:75 |
| Ц и Д, 15—17. окт. 2024.     |       |
| Подгорица — Пелистер         | 90:79 |
| Златибор — Борац БЛ          | 90:93 |
| Џокер — Широки               | 0:20  |
| Шибенка — Илирија            | 61:95 |

| 3. коло                  |       |
| А и Б, 22—24. окт. 2024. |       |
| Теодо — Цедевита Јуниор  | 76:97 |
| Работнички — Босна       | 74:99 |
| МЗТ Скопље — Хелиос      | 70:72 |
| Сутјеска — Војводина     | 96:79 |
| Ц и Д, 28—31. окт. 2024. |       |
| Илирија — Златибор       | 69:58 |
| Широки — Подгорица       | 87:93 |
| Пелистер — Џокер         | 20:0  |
| Борац БЛ — Шибенка       | 59:73 |

| 4. коло                  |        |
| А и Б, 5—6. нов. 2024.   |        |
| Хелиос — МЗТ Скопље      | 68:67  |
| Босна — Работнички       | 84:58  |
| Војводина — Сутјеска     | 105:84 |
| Цедевита Јуниор — Теодо  | 80:55  |
| Ц и Д, 12—14. нов. 2024. |        |
| Џокер — Пелистер         | 0:20   |
| Подгорица — Широки       | 53:67  |
| Шибенка — Борац БЛ       | 69:87  |
| Златибор — Илирија       | 102:92 |

| 5. коло                  |       |
| А и Б, 3—5. дец. 2024.   |       |
| Сутјеска — Работнички    | 94:75 |
| Хелиос — Цедевита Јуниор | 78:80 |
| Теодо — МЗТ Скопље       | 65:70 |
| Босна — Војводина        | 60:70 |
| Ц и Д, 3—4. дец. 2024.   |       |
| Џокер — Подгорица        | 0:20  |
| Борац БЛ — Илирија       | 77:88 |
| Златибор — Шибенка       | 80:71 |
| Широки — Пелистер        | 93:73 |

| 6. коло                      |       |
| А и Б, 17—19. дец. 2024.     |       |
| Теодо — Хелиос               | 65:61 |
| Работнички — Војводина       | 70:74 |
| Сутјеска — Босна             | 73:75 |
| МЗТ Скопље — Цедевита Јуниор | 87:82 |
| Ц и Д, 16—19. дец. 2024.     |       |
| Илирија — Шибенка            | 80:54 |
| Широки — Џокер               | 20:0  |
| Борац БЛ — Златибор          | 85:91 |
| Пелистер — Подгорица         | 74:93 |

- [6]

Легенда:

### Група А
Домаћини су наведени у левој колони.
| Екипа               | МЗТ   | КХЕ   | ЦЕД   | ТЕО   |
| ------------------- | ----- | ----- | ----- | ----- |
| МЗТ Скопље Аеродром | XXX   | 70:72 | 87:82 | 68:50 |
| Кансаи Хелиос       | 68:67 | XXX   | 78:80 | 69:62 |
| Цедевита Јуниор     | 77:75 | 79:87 | XXX   | 80:55 |
| Теодо Тиват         | 65:70 | 65:61 | 76:97 | XXX   |

|    | Екипа               | Игр. | Поб. | Изг. | П+  | П-  | П+/- | Тај-брек |
| -- | ------------------- | ---- | ---- | ---- | --- | --- | ---- | -------- |
| 1. | Кансаи Хелиос       | 6    | 4    | 2    | 435 | 423 | +12  |          |
| 2. | Цедевита Јуниор     | 6    | 4    | 2    | 495 | 458 | +37  |          |
| 3. | МЗТ Скопље Аеродром | 6    | 3    | 3    | 437 | 414 | +23  |          |
| 4. | Теодо Тиват         | 6    | 1    | 5    | 373 | 445 | -72  |          |

- [7]

Легенда:

### Група Б
Домаћини су наведени у левој колони.
| Екипа                    | ВОЈ   | СУТ    | БОС   | РАБ   |
| ------------------------ | ----- | ------ | ----- | ----- |
| Војводина МТС            | XXX   | 105:84 | 77:68 | 93:62 |
| Сутјеска Електропривреда | 96:79 | XXX    | 73:75 | 94:75 |
| Босна Визит Сарајево     | 60:70 | 78:74  | XXX   | 84:58 |
| Работнички               | 70:74 | 58:71  | 74:99 | XXX   |

|    | Екипа                    | Игр. | Поб. | Изг. | П+  | П-  | П+/- | Тај-брек |
| -- | ------------------------ | ---- | ---- | ---- | --- | --- | ---- | -------- |
| 1. | Војводина МТС            | 6    | 5    | 1    | 498 | 440 | +58  |          |
| 2. | Босна Визит Сарајево     | 6    | 4    | 2    | 464 | 426 | +38  |          |
| 3. | Сутјеска Електропривреда | 6    | 3    | 3    | 492 | 470 | +22  |          |
| 4. | Работнички               | 6    | 0    | 6    | 397 | 515 | -118 |          |

- [7]

Легенда:

### Група Ц
Домаћини су наведени у левој колони.
| Екипа            | ПОД   | ШИР   | ПЕЛ   | ЏОК  |
| ---------------- | ----- | ----- | ----- | ---- |
| Подгорица Бемакс | XXX   | 53:67 | 90:79 | 20:0 |
| Широки ТТ кабели | 87:93 | XXX   | 93:73 | 20:0 |
| Пелистер         | 74:93 | 74:72 | XXX   | 20:0 |
| Џокер            | 0:20  | 0:20  | 0:20  | XXX  |

|    | Екипа            | Игр. | Поб. | Изг. | П+  | П-  | П+/- | Тај-брек |
| -- | ---------------- | ---- | ---- | ---- | --- | --- | ---- | -------- |
| 1. | Подгорица Бемакс | 6    | 5    | 1    | 369 | 307 | +62  |          |
| 2. | Широки ТТ кабели | 6    | 4    | 2    | 359 | 293 | +66  |          |
| 3. | Пелистер         | 6    | 3    | 3    | 340 | 348 | -8   |          |
| 4. | Џокер            | 6    | 0    | 6    | 0   | 120 | -120 |          |

- [7]

Легенда:

### Група Д
Домаћини су наведени у левој колони.
| Екипа           | ЗЛА   | БОР   | ИЛИ    | ШИБ   |
| --------------- | ----- | ----- | ------ | ----- |
| Златибор Моцарт | XXX   | 90:93 | 102:92 | 80:71 |
| Борац           | 85:91 | XXX   | 77:88  | 59:73 |
| Илирија         | 69:58 | 62:70 | XXX    | 80:54 |
| Шибенка         | 68:73 | 69:87 | 61:95  | XXX   |

|    | Екипа           | Игр. | Поб. | Изг. | П+  | П-  | П+/- | Тај-брек |
| -- | --------------- | ---- | ---- | ---- | --- | --- | ---- | -------- |
| 1. | Илирија         | 6    | 4    | 2    | 486 | 422 | +64  |          |
| 2. | Златибор Моцарт | 6    | 4    | 2    | 494 | 478 | +16  |          |
| 3. | Борац           | 6    | 3    | 3    | 471 | 473 | -2   |          |
| 4. | Шибенка         | 6    | 1    | 5    | 396 | 474 | -78  |          |

- [7]

Легенда:

## Друга групна фаза

### Резултати по колима
| 1. коло, 14. и 22. јан. 2025. |       |
| Ф                             |       |
| Војводина — Широки            | 62:56 |
| Илирија — Цедевита Јуниор     | 89:74 |
| Е                             |       |
| Хелиос — Босна                | 73:76 |
| Подгорица — Златибор          | 70:72 |

| 2. коло, 29. јан. и 4. феб. 2025. |        |
| Ф                                 |        |
| Војводина — Илирија               | 105:68 |
| Широки — Цедевита Јуниор          | 70:76  |
| Е                                 |        |
| Златибор — Босна                  | 94:89  |
| Подгорица — Хелиос                | 59:83  |

| 3. коло, 4—5. мар. 2025.    |       |
| Ф                           |       |
| Илирија — Широки            | 82:69 |
| Цедевита Јуниор — Војводина | 73:76 |
| Е                           |       |
| Хелиос — Златибор           | 65:72 |
| Босна — Подгорица           | 71:69 |

| 4. коло, 11—13. мар. 2025.  |        |
| Ф                           |        |
| Војводина — Цедевита Јуниор | 100:75 |
| Широки — Илирија            | 90:86  |
| Е                           |        |
| Златибор — Хелиос           | 98:88  |
| Подгорица — Босна           | 91:78  |

| 5. коло, 18—20. мар. 2025. |       |
| Ф                          |       |
| Широки — Војводина         | 78:68 |
| Цедевита Јуниор — Илирија  | 71:80 |
| Е                          |       |
| Босна — Хелиос             | 77:64 |
| Златибор — Подгорица       | 90:82 |

| 6. коло, 1—2. апр. 2025. |       |
| Ф                        |       |
| Цедевита Јуниор — Широки | 96:80 |
| Илирија — Војводина      | 86:81 |
| Е                        |       |
| Босна — Златибор         | 98:57 |
| Хелиос — Подгорица       | 92:89 |

- [6]

Легенда:

### Група Е
Домаћини су наведени у левој колони.
| Екипа                | БОС   | ЗЛА   | КХЕ   | ПОД   |
| -------------------- | ----- | ----- | ----- | ----- |
| Босна Визит Сарајево | XXX   | 98:57 | 77:64 | 71:69 |
| Златибор Моцарт      | 94:89 | XXX   | 98:88 | 90:82 |
| Кансаи Хелиос        | 73:76 | 65:72 | XXX   | 92:89 |
| Подгорица Бемакс     | 91:78 | 70:72 | 59:83 | XXX   |

|    | Екипа                | Игр. | Поб. | Изг. | П+  | П-  | П+/- | Тај-брек |
| -- | -------------------- | ---- | ---- | ---- | --- | --- | ---- | -------- |
| 1. | Златибор Моцарт      | 6    | 5    | 1    | 483 | 492 | -9   |          |
| 2. | Босна Визит Сарајево | 6    | 4    | 2    | 489 | 448 | +41  |          |
| 3. | Кансаи Хелиос        | 6    | 2    | 4    | 465 | 471 | -6   |          |
| 4. | Подгорица Бемакс     | 6    | 1    | 5    | 460 | 486 | -26  |          |

- [7]

Легенда:

### Група Ф
Домаћини су наведени у левој колони.
| Екипа            | ВОЈ   | ИЛИ    | ЦЕД    | ШИР   |
| ---------------- | ----- | ------ | ------ | ----- |
| Војводина МТС    | XXX   | 105:68 | 100:75 | 62:56 |
| Илирија          | 86:81 | XXX    | 89:74  | 82:69 |
| Цедевита Јуниор  | 73:76 | 71:80  | XXX    | 96:80 |
| Широки ТТ кабели | 78:68 | 90:86  | 70:76  | XXX   |

|    | Екипа            | Игр. | Поб. | Изг. | П+  | П-  | П+/- | Тај-брек |
| -- | ---------------- | ---- | ---- | ---- | --- | --- | ---- | -------- |
| 1. | Војводина МТС    | 6    | 4    | 2    | 492 | 436 | +56  |          |
| 2. | Илирија          | 6    | 4    | 2    | 491 | 490 | +1   |          |
| 3. | Цедевита Јуниор  | 6    | 2    | 4    | 465 | 495 | -30  |          |
| 4. | Широки ТТ кабели | 6    | 2    | 4    | 443 | 470 | -27  |          |

- [7]

Легенда:

## Разигравање за титулу (Плеј-оф)

### Полуфинале
Први пар:
| 9. 4. 2025. 20:30 | Извештај | Златибор Моцарт                                                                            | 82 : 90 | Илирија                                            | Спортска дворана Чајетина, Чајетина Гледаоци: 1.152 Судије: Игор Драгојевић, Нермин Никшић, Александар Давидов |  |
| 9. 4. 2025. 20:30 | Извештај | Четвртине: 23 : 21, 27 : 20, 22 : 27, 10 : 22                                              |         |                                                    | Спортска дворана Чајетина, Чајетина Гледаоци: 1.152 Судије: Игор Драгојевић, Нермин Никшић, Александар Давидов |  |
| 9. 4. 2025. 20:30 | Извештај | Поени: Бернард 16 Скокови: Бернард, Јоксимовић 7 Асистенције: Бернард 8 Индекс: Бернард 30 |         | Томажич 24 три играча 3 Голсон Млађи 10 Томажич 31 | Спортска дворана Чајетина, Чајетина Гледаоци: 1.152 Судије: Игор Драгојевић, Нермин Никшић, Александар Давидов |  |
| 9. 4. 2025. 20:30 | Извештај | 0 : 1                                                                                      |         |                                                    | Спортска дворана Чајетина, Чајетина Гледаоци: 1.152 Судије: Игор Драгојевић, Нермин Никшић, Александар Давидов |  |

| 16. 4. 2025. 19:00 | Извештај | Илирија                                                                          | 87 : 59 | Златибор Моцарт                                            | Мала дворана Тиволи, Љубљана Гледаоци: 555 Судије: Томислав Хордов, Лука Кардум, Франко Грацин |  |
| 16. 4. 2025. 19:00 | Извештај | Четвртине: 21 : 14, 27 : 18, 18 : 16, 21 : 11                                    |         |                                                            | Мала дворана Тиволи, Љубљана Гледаоци: 555 Судије: Томислав Хордов, Лука Кардум, Франко Грацин |  |
| 16. 4. 2025. 19:00 | Извештај | Поени: Томажич 13 Скокови: Томажич 12 Асистенције: два играча 5 Индекс: Куреш 19 |         | Ђукановић 16 Кљајевић 6 Ђукановић, Пауновић 3 Ђукановић 18 | Мала дворана Тиволи, Љубљана Гледаоци: 555 Судије: Томислав Хордов, Лука Кардум, Франко Грацин |  |
| 16. 4. 2025. 19:00 | Извештај | 2 : 0                                                                            |         |                                                            | Мала дворана Тиволи, Љубљана Гледаоци: 555 Судије: Томислав Хордов, Лука Кардум, Франко Грацин |  |

Други пар:
| 10. 4. 2025. 18:00 | Извештај | Војводина МТС                                                                        | 91 : 92 | Босна Визит Сарајево                     | Мала сала СПЕНС-а, Нови Сад Гледаоци: 850 Судије: Томислав Хордов, Сашо Петек, Томислав Вовк |  |
| 10. 4. 2025. 18:00 | Извештај | Четвртине: 16 : 17, 14 : 15, 16 : 21, 21 : 14, 24 : 25                               |         |                                          | Мала сала СПЕНС-а, Нови Сад Гледаоци: 850 Судије: Томислав Хордов, Сашо Петек, Томислав Вовк |  |
| 10. 4. 2025. 18:00 | Извештај | Поени: Ашћерић 23 Скокови: Ребрача, Стајчић 7 Асистенције: Смит 7 Индекс: Ашћерић 26 |         | Шалић 35 Врабац, Шалић 8 Вест 9 Шалић 39 | Мала сала СПЕНС-а, Нови Сад Гледаоци: 850 Судије: Томислав Хордов, Сашо Петек, Томислав Вовк |  |
| 10. 4. 2025. 18:00 | Извештај | 0 : 1                                                                                |         |                                          | Мала сала СПЕНС-а, Нови Сад Гледаоци: 850 Судије: Томислав Хордов, Сашо Петек, Томислав Вовк |  |

| 17. 4. 2025. 19:00 | Извештај | Босна Визит Сарајево                                                        | 75 : 66 | Војводина МТС                              | Културно-спортски центар Скендерија, Сарајево Гледаоци: 5.000 Судије: Милан Недовић, Јосип Радојковић, Марко Мустапић |  |
| 17. 4. 2025. 19:00 | Извештај | Четвртине: 14 : 21, 20 : 11, 18 : 13, 23 : 21                               |         |                                            | Културно-спортски центар Скендерија, Сарајево Гледаоци: 5.000 Судије: Милан Недовић, Јосип Радојковић, Марко Мустапић |  |
| 17. 4. 2025. 19:00 | Извештај | Поени: Делалић 15 Скокови: Лук 8 Асистенције: Вест, Шалић 5 Индекс: Вест 16 |         | Ребрача 15 Ребрача 14 Ашћерић 4 Ребрача 20 | Културно-спортски центар Скендерија, Сарајево Гледаоци: 5.000 Судије: Милан Недовић, Јосип Радојковић, Марко Мустапић |  |
| 17. 4. 2025. 19:00 | Извештај | 2 : 0                                                                       |         |                                            | Културно-спортски центар Скендерија, Сарајево Гледаоци: 5.000 Судије: Милан Недовић, Јосип Радојковић, Марко Мустапић |  |

### Финале
| 30. 4. 2025. 19:00 | Извештај | Босна Визит Сарајево                                                 | 79 : 84 | Илирија                                                        | Културно-спортски центар Скендерија, Сарајево Гледаоци: 5.000 Судије: Јосип Радојковић, Стефан Ћалић, Владимир Томић |  |
| 30. 4. 2025. 19:00 | Извештај | Четвртине: 22 : 20, 16 : 19, 25 : 27, 16 : 18                        |         |                                                                | Културно-спортски центар Скендерија, Сарајево Гледаоци: 5.000 Судије: Јосип Радојковић, Стефан Ћалић, Владимир Томић |  |
| 30. 4. 2025. 19:00 | Извештај | Поени: Лук 18 Скокови: Лук 7 Асистенције: Вест, Лук 4 Индекс: Лук 25 |         | Голсон Млађи, Микуш 18 Јокуч 11 Голсон Млађи 7 Голсон Млађи 24 | Културно-спортски центар Скендерија, Сарајево Гледаоци: 5.000 Судије: Јосип Радојковић, Стефан Ћалић, Владимир Томић |  |
| 30. 4. 2025. 19:00 | Извештај | 0 : 1                                                                |         |                                                                | Културно-спортски центар Скендерија, Сарајево Гледаоци: 5.000 Судије: Јосип Радојковић, Стефан Ћалић, Владимир Томић |  |

| 7. 5. 2025. 19:00 | Извештај | Илирија                                                                          | 68 : 77 | Босна Визит Сарајево            | Мала дворана Тиволи, Љубљана Гледаоци: 3.000 Судије: Урош Николић, Урош Обркнежевић, Марко Мустапић |  |
| 7. 5. 2025. 19:00 | Извештај | Четвртине: 14 : 20, 18 : 24, 19 : 11, 17 : 22                                    |         |                                 | Мала дворана Тиволи, Љубљана Гледаоци: 3.000 Судије: Урош Николић, Урош Обркнежевић, Марко Мустапић |  |
| 7. 5. 2025. 19:00 | Извештај | Поени: Куреш 16 Скокови: Јокуч 10 Асистенције: Куреш 4 Индекс: Јокуч, Томажич 17 |         | Вест 19 Врабац 8 Лук 12 Вест 23 | Мала дворана Тиволи, Љубљана Гледаоци: 3.000 Судије: Урош Николић, Урош Обркнежевић, Марко Мустапић |  |
| 7. 5. 2025. 19:00 | Извештај | 1 : 1                                                                            |         |                                 | Мала дворана Тиволи, Љубљана Гледаоци: 3.000 Судије: Урош Николић, Урош Обркнежевић, Марко Мустапић |  |

| 14. 5. 2025. 19:00 | Извештај | Босна Визит Сарајево                                                                   | 88 : 74 | Илирија                                               | Културно-спортски центар Скендерија, Сарајево Гледаоци: 8.600 Судије: Илија Белошевић, Томислав Хордов, Франко Грацин |  |
| 14. 5. 2025. 19:00 | Извештај | Четвртине: 13 : 10, 25 : 22, 25 : 25, 25 : 17                                          |         |                                                       | Културно-спортски центар Скендерија, Сарајево Гледаоци: 8.600 Судије: Илија Белошевић, Томислав Хордов, Франко Грацин |  |
| 14. 5. 2025. 19:00 | Извештај | Поени: Делалић 22 Скокови: Делалић, Ковачевић 8 Асистенције: Лук 10 Индекс: Делалић 23 |         | Падјен 18 Јокуч 12 Голсон Млађи 5 Падјен, Шкорјанц 18 | Културно-спортски центар Скендерија, Сарајево Гледаоци: 8.600 Судије: Илија Белошевић, Томислав Хордов, Франко Грацин |  |
| 14. 5. 2025. 19:00 | Извештај | 2 : 1                                                                                  |         |                                                       | Културно-спортски центар Скендерија, Сарајево Гледаоци: 8.600 Судије: Илија Белошевић, Томислав Хордов, Франко Грацин |  |

| Првак Друге Јадранске лиге у кошарци 2024/25. |
| --------------------------------------------- |
| Босна 1. титула                               |

## Статистика

### Најкориснији играчи кола
| Коло | Играч                | Екипа                    | Индекс |
| ---- | -------------------- | ------------------------ | ------ |
| 1.   | Блаж Махковиц        | Кансаи Хелиос            | 30     |
| 2.   | Вељко Бркић          | Џокер                    | 34     |
| 3.   | Филип Баровић        | Сутјеска Електропривреда | 33     |
| 4.   | Вељко Бркић (2)      | Џокер                    | 33     |
| 5.   | Милић Старовлах      | Сутјеска Електропривреда | 33     |
| 6.   | Џошуа Скот           | Подгорица Бемакс         | 63     |
| 7.   | Скучи Смит           | Војводина МТС            | 23     |
| 8.   | Малком Бернард       | Златибор Моцарт          | 33     |
| 9.   | Филип Ребрача        | Војводина МТС            | 30     |
| 10.  | Јан Ребец            | Широки ТТ кабели         | 40     |
| 11.  | Џарод Вест           | Босна Визит Сарајево     | 31     |
| 12.  | Петар Ковачевић      | Босна Визит Сарајево     | 32     |
| ПФ1  | Ђоко Шалић           | Босна Визит Сарајево     | 39     |
| ПФ2  | Лука Куреш           | Илирија                  | 19     |
| Ф1   | Винсент Голсон Млађи | Илирија                  | 24     |
| Ф2   | Џарод Вест           | Босна Визит Сарајево     | 23     |
| Ф3   | Харис Делалић        | Босна Визит Сарајево     | 23     |

- [8]